# Drakaea
Drakaea là một chi phong lan bản địa của Úc. Chi này thuộc nhóm bị đe dọa trong sách Đỏ. Có ít nhất 10 loài trong chi này.

## Các loài
1. Drakaea andrewsiae Hopper & A.P.Br., Austral. Syst. Bot. 20: 261 (2007).
2. Drakaea concolor Hopper & A.P.Br., Austral. Syst. Bot. 20: 262 (2007).
3. Drakaea confluens Hopper & A.P.Br., Austral. Syst. Bot. 20: 264 (2007).
4. Drakaea elastica Lindl., Sketch Veg. Swan R.: 56 (1840).
5. Drakaea glyptodon Fitzg., Gard. Chron. 1882(1): 494 (1882).
6. Drakaea gracilis Hopper & A.P.Br., Austral. Syst. Bot. 20: 271 (2007).
7. Drakaea isolata Hopper & A.P.Br., Austral. Syst. Bot. 20: 273 (2007).
8. Drakaea livida J.Drumm., London J. Bot. 1: 628 (1842).
9. Drakaea micrantha Hopper & A.P.Br., Austral. Syst. Bot. 20: 278 (2007).
10. Drakaea thynniphila A.S.George, Nuytsia 5: 60 (1984).

## Hình ảnh

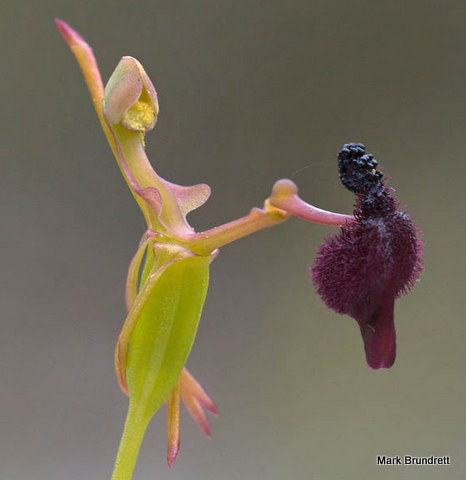
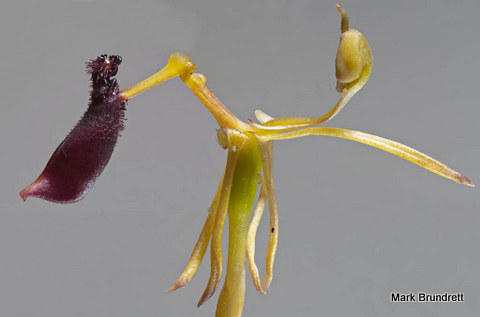